# Tři barvy: Červená
Tři barvy: Červená je francouzsko-švýcarsko-polský hraný film z roku 1994, který režíroval Krzysztof Kieślowski. Snímek měl světovou premiéru na filmovém festivalu v Cannes dne 16. května 1994. Jedná se o poslední část trilogie Tři barvy (modrá / bílá / červená), která postupně zkoumá tři pojmy francouzského hesla Volnost, rovnost, bratrství.

## Děj
Mladá modelka Valentine přiveze domů majiteli ztraceného psa, kterého právě zranila svým autem. Tím se seznámí s osamělým, velmi nevrlým mužem. Po několika návštěvách se z muže vyklube bývalý vyšetřující soudce. Po obtížném začátku se z nich stanou přátelé a nedůvěra mezi nimi postupně mizí.

## Obsazení
| Irène Jacob            | Valentine Dussaut        |
| Jean-Louis Trintignant | soudce Joseph Kern       |
| Jean-Pierre Lorit      | Auguste Bruner           |
| Frédérique Feder       | Karin                    |
| Samuel Le Bihan        | fotograf                 |
| Marion Stalens         | veterinářka              |
| Teco Celio             | barman                   |
| Bernard Escalon        | obchodník s deskami      |
| Jean Schlegel          | soused                   |
| Elzbieta Jasinska      | žena                     |
| Paul Vermeulen         | přítel Karin             |
| Jean-Marie Daunas      | hlídač v divadle         |
| Roland Carey           | trafikant                |
| Juliette Binocheová    | Julie Vignon (de Courcy) |
| Julie Delpy            | Dominique                |
| Benoît Régent          | Olivier                  |
| Zbigniew Zamachowski   | Karol Karol              |

## Ocenění
- Mélièsova cena
- Los Angeles Film Critics Association Awards: nejlepší zahraniční film
- New York Film Critics Circle Awards: nejlepší cizojazyčný film
- César: nejlepší filmová hudba (Zbigniew Preisner); nominace v kategoriích nejlepší film, nejlepší herec (Jean-Louis Trintignant), nejlepší herečka (Irène Jacob), nejlepší režisér (Krzysztof Kieślowski), nejlepší původní scénář (Krzysztof Kieślowski a Krzysztof Piesiewicz)
- Národní společnost filmových kritiků: nejlepší cizojazyčný film
- Oscar: nominace na nejlepší režii (Krzysztof Kieslowski),  nejlepší kameru (Piotr Sobociński) a nejlepší původní scénář (Krzysztof Kieslowski, Krzysztof Piesiewicz)
- Zlatý glóbus: nominace na nejlepší cizojazyčný film
- Ceny BAFTA: nominace v kategoriích nejlepší herečka (Irène Jacob), nejlepší cizojazyčný film, nejlepší adaptovaný scénář (Krzysztof Kieslowski, Krzysztof Piesiewicz), nejlepší režie (Krzysztof Kieslowski)